# Zebrzydowice (gemeente)
De gemeente Zebrzydowice is een landgemeente in het Poolse woiwodschap Silezië, in powiat Cieszyński.
De zetel van de gemeente is in Zebrzydowice. tot 30 december 1999 Zebrzydowice Dolne
Op 30 juni 2004 telde de gemeente 12 384 inwoners.

## Oppervlakte gegevens
In 2002 bedroeg de totale oppervlakte van gemeente Zebrzydowice 41,68 km², waarvan:
- agrarisch gebied: 59%
- bossen: 22%

De gemeente beslaat 5,71% van de totale oppervlakte van de powiat.
De gemeente Zebrzydowice bestaat uit de solectwo: Kaczyce, Kończyce Małe en Marklowice Górne.

## Demografie
Stand op 30 juni 2004:
| Omschrijving                   | Totaal | Totaal | Vrouwen | Vrouwen | Mannen | Mannen |
| ------------------------------ | ------ | ------ | ------- | ------- | ------ | ------ |
| eenheid                        | aantal | %      | aantal  | %       | aantal | %      |
| inwoners                       | 12 384 | 100    | 6331    | 51,1    | 6053   | 48,9   |
| bevolkingsdichtheid (inw./km²) | 297,1  | 297,1  | 151,9   | 151,9   | 145,2  | 145,2  |

In 2002 bedroeg het gemiddelde inkomen per inwoner 1299,82 zł.

## Plaatsen
- Zebrzydowice
- Kaczyce
- Kończyce Małe
- Marklowice Górne

## Aangrenzende gemeenten
Hażlach, Jastrzębie-Zdrój, Pawłowice, Strumień. De gemeente grenst aan Tsjechië.